# マルール国有林

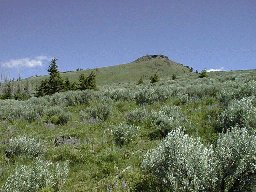
マルール国有林内の原生地域 (Monument Rock)

マルール国有林（マルールこくゆうりん）は、アメリカオレゴン州にある国有林である。グラント郡・ハーニー郡・ベーカー郡・マルヒュア郡の4郡にまたがったBlue Mountains (en.) を含む6,880平方キロメートル（1,700,000エーカー）の中に、グレートベイスン砂漠の草原やヤマヨモギ、ビャクシン、松、モミなどの植生から成り立っており、高度は1,200メートルからStrawberry Mountain (en.) の頂上である2,754メートルに渡る。国有林内にはアメリカ国道395号線が南北に、26号線が東西に走っている。
この国有林は、木材切り出し・牛の放牧・金鉱採掘や原生林の利用を目的とし、アメリカ合衆国農務省の林野庁により管理されており、タフト大統領により1908年6月13日に国有林と制定され、後にマルール川にちなみマルール国有林と名づけられた。
国有林内には、世界で一番大きい生物であるオニナラタケが存在する。

## 原生地域
マルール国有林には2つの原生地域がある。
- Strawberry Mountain Wilderness (en.) （278平方キロメートル）
- Monument Rock Wilderness (en.) （79平方キロメートル）